# FlashForward (serie de televisión)
FlashForward es  una serie de televisión estadounidense de ciencia ficción, de la cadena ABC, estrenada en 2009. Está basada en la novela homónima del autor de ciencia ficción canadiense Robert J. Sawyer y producida por David S. Goyer y Brannon Braga.
Comenzó a emitirse el 24 de septiembre de 2009  hasta el 27 de mayo de 2010. La serie tuvo una sola temporada de veintidós episodios con una duración aproximada de cuarenta minutos cada uno, ya que fue cancelada por sus bajos porcentajes de audiencia.

## Sinopsis
En el transcurso de un día cotidiano, toda la población mundial pierde el conocimiento durante dos minutos y diecisiete segundos en los cuales cada persona tendrá una visión de su propia vida a lo largo de los siguientes seis meses, concretamente hasta el 29 de abril de 2010.
El agente del FBI de Los Ángeles, Mark Benford, tratará de investigar lo sucedido ayudándose de su flashforward, en el que pudo ver en un tablón todos los puntos vitales de la investigación. Junto a su equipo recopilará flashforwards de gente de todo el mundo en una base de datos que puede ser visualizada por cualquier persona en internet llamada «Mosaic Collective», con la esperanza de encontrar pistas sobre personas que misteriosamente no se desmayaron como el resto del mundo y que pueden tener alguna relación con el acontecimiento.

## Personajes

### Principales
- Mark Benford (Joseph Fiennes): personaje principal de la serie, agente del FBI de Los Ángeles que forma un grupo de investigación para determinar el por qué de los flashes. Esposo de Olivia y padre de Charlie, es un alcohólico en recuperación.

- Demetri Noh (John Cho): compañero de Benford, de origen coreano. Tras no ver el futuro durante el desvanecimiento, sospecha que morirá antes de la fecha del mismo. Está comprometido con Zoey Andata.

- Janis Hawk (Christine Woods): oficial del FBI que dirigirá la base de datos global de visiones por Internet. Es homosexual y está soltera, es doble agente por orden del agente de la CIA Vogel.

- Stanford Wedeck (Courtney B. Vance): director de la sucursal del FBI en Los Ángeles y jefe de Benford, Hawk y Noh.

- Dra. Olivia Benford (Sonya Walger): cirujana y esposa de Benford, es escéptica a creer en que las personas vieron su futuro.

- Bryce Varley (Zachary Knighton): médico que trabaja junto a Olivia. Justo antes del evento FlashForward estaba a punto de suicidarse, pero lo que vio le hizo recapacitar.

- Lloyd Simcoe (Jack Davenport): físico de profesión y académico en Stanford. Perdió a su mujer durante el flash y su hijo, Dylan, quedó herido.

- Simon Campos (Dominic Monaghan): físico cuántico y socio de Lloyd Simcoe. Considerado un «wonderkid» o niño prodigio, debido a sus altos conocimientos de física avanzada a corta edad.

- Aaron Stark (Brian F. O'Byrne): trabaja como técnico para el Departamento de Agua y Energía de Los Ángeles. Es amigo y consejero en Alcohólicos Anónimos de Benford. Está separado y su hija, Tracy, fue atacada en Afganistán en la guerra.

- Nicole Kirby (Peyton List): estudiante de diecinueve años y niñera de Charlie Benford. Era amiga de la infancia de la hija de Aaron Stark, Tracy.

### Secundarios
- Charlie Benford (Lennon Wynn): Hija de Mark y Olivia. La visión de Charlie  supone un primer paso para la investigación de Mark.

- Dylan Simcoe (Ryan Wynott). Hijo de Lloyd que tiene autismo.

- Zoey Andata (Gabrielle Union): Abogada de defensa criminal y novia de Demetri.

- Agente Al Gough (Lee Thompson Young): Agente del FBI miembro del equipo de Mark.

- Inspectora Fiona Banks (Alex Kingston): Agente del MI6.

- Alda Hertzog (Rachel Roberts): Estaba siendo perseguida por Mark y Demetri el día del apagón mundial. Está detenida y es acusada de crear el apagón.

- Tracy Stark  (Genevieve Cortese): Hija de Aaron, presuntamente muerta en Afganistán, que reaparece ante su padre tres años después.

- Gabriel  (James Callis): Enfermo que sabe cosas sobre D. Gibbons y los experimentos que hacia.[3]

## Producción
La serie tiene un argumento cerrado que transcurre desde que las personas tienen la visión de su futuro hasta que este se cumple. David S. Goyer y Brannon Braga escribieron y dirigieron el episodio piloto, además de ser los productores ejecutivos junto a Jessika Borsiczky Goyer, Vince Gerardis y Ralph Vicinanza.
En la Comic-Con de San Diego 2009, Goyer anunció que Dominic Monaghan se unía al reparto como regular en algún momento y que el novelista original, Robert J. Sawyer, escribiría uno de los episodios.

## Emisión
Su estreno en Estados Unidos fue el 24 de septiembre de 2009 en la cadena de televisión ABC. 
La cadena por cable HBO fue la que empezó su producción, pero se llegó a la conclusión de que sería más interesante emitirla en abierto. La ABC le ganó la partida a la Fox.
En España la serie fue estrenada en AXN el 5 de octubre de 2009, para emitirse posteriormente en abierto en Cuatro (desde el 6 de octubre). Ambas cadenas compraron los derechos incluso antes de su primera emisión en su país de origen.
En Latinoamérica, la serie fue estrenada por AXN el 23 de febrero de 2010. Además, comenzó a emitirse en Cuba los domingos por Cubavisión, desde el 20 de marzo de 2011 y en El Salvador los domingos por Canal 2 de Telecorporación Salvadoreña desde el 13 de enero de 2013.
La primera temporada se emitió con diez episodios, hasta diciembre de 2009 y el resto a partir del 18 de marzo de 2010 en Estados Unidos y en España por la cadena AXN a partir del 29 de marzo de 2010, los lunes a las 22:25 horas. La cadena ABC decidió cancelar la serie por la baja demanda de espectadores y público en general.

### Audiencias
El primer episodio, en su estreno en Estados Unidos, tuvo una audiencia de 12.41 millones de espectadores. 
El estreno en España de la serie en AXN fue, probablemente, el mejor estreno de una nueva serie estadounidense en una plataforma de pago, consiguiendo un 21.7 % de cuota de pantalla y más de 295 000 espectadores de media.
En Cuatro, la serie Flashforward debutó como el estreno de ficción extranjera más visto de la historia de esta cadena: 14.3 % de cuota de pantalla y 2 715 000 espectadores. Posteriormente, la audiencia disminuyó, por lo que se decidió acabar la serie emitiendo varios episodios seguidos en un horario menos comprometido: el domingo por la noche.

#### Audiencias en Estados Unidos
La siguiente tabla, muestra datos de audiencia en general de FlashForward en Estados Unidos.
| Día de emisión | Estreno de temporada     | Final de temporada | Nº de episodios | Espectadores (en millones) | Ranking (más vistos) |
| -------------- | ------------------------ | ------------------ | --------------- | -------------------------- | -------------------- |
| Jueves, 20:00  | 24 de septiembre de 2009 | 27 de mayo de 2010 | 22              | 7.15 millones              | #44                  |

## Diferencias entre la novela y la serie
- En la novela, el protagonista es Lloyd Simcoe, de cuarenta y siete años, físico de partículas de Canadá que trabaja con su novia Michiko, quien tiene una hija, Tamiko, que es atropellada por un vehículo en su escuela durante el apagón Flashforward. En la serie, el personaje principal es el agente Mark Benford. Sin embargo, un personaje llamado Lloyd Simcoe (interpretado por Jack Davenport) aparece en la serie.

- El apagón Flashforward en el libro tiene una duración de un minuto cuarenta y tres segundos, mientras que en la serie el evento dura dos minutos y diecisiete segundos.

- Las visiones que experimentan las personas en la novela tienen lugar veintiún años en el futuro, en la serie de televisión el intervalo es de sólo seis meses.

- Durante el apagón Flashforward en la novela, ningún dispositivo electrónico pudo registrar grabación alguna de lo ocurrido durante él, todos muestran estática. Mientras que en la serie de televisión los sistemas electrónicos siguieron funcionando normalmente.